# Incognito (Band)
Incognito ist eine britische Band, die als wichtiges Mitglied der Acid-Jazz-Bewegung angesehen wird. Im Jahr 1981 erschien ihr Debütalbum Jazz Funk. Von 1991 bis 2001 galt Incognito als Flaggschiff des englischen Musiklabels Talkin’ Loud. Seitdem ist die Gruppe beim Londoner Soullabel Dome unter Vertrag.

## Entstehung
Jean-Paul „Bluey“ Maunick gründete die Band 1979 zusammen mit dem Bassisten Paul „Tubbs“ Wiliams, dem Saxophonisten George Lee aus Ghana und dem Schlagzeuger Jeff Dunn. Später stießen Keyboarder Peter Hinds und Percussionist Gee Bello hinzu. Auch der nordirische Sänger Van Morrison trat der Band wenig später bei. Ihr erstes Werk war der Instrumentaltitel Parisienne Girl, der bei einem Radiosender als Lückenfüller vor den Nachrichten benutzt wurde. Für ihr damaliges Plattenlabel Ensign wurde ein Album in wenigen Tagen aufgenommen, das Debüt Jazz Funk.

## Besetzung
Die tatsächliche Besetzung der Band lässt sich wegen häufigen Wechseln der Mitglieder nur schwer ermitteln. Weder auf der Website der Band, noch auf der MySpace-Seite gibt es Angaben zur Besetzung. Sicher ist aber, dass die Band durch ihre gesamte Geschichte von Komponist, Produzent, Gitarrist und Sänger Jean-Paul „Bluey“ Maunick geleitet wurde. Laut einer Ansage des Bandleaders spielten im Laufe der Zeit bei Incognito über 1000 Musiker mit. So gibt es wenige konstante Bandmitglieder. Herz der Band ist Bluey, musikalisch ist der Keyboarder Matt Cooper zu erwähnen, gerade die Sänger wechseln durch und Bluey ist stolz, wenn diese eine Reife erlangt haben, dass sie z. B. Solo unterwegs sind wie Maysa Leak oder Imaani.

## Diskografie

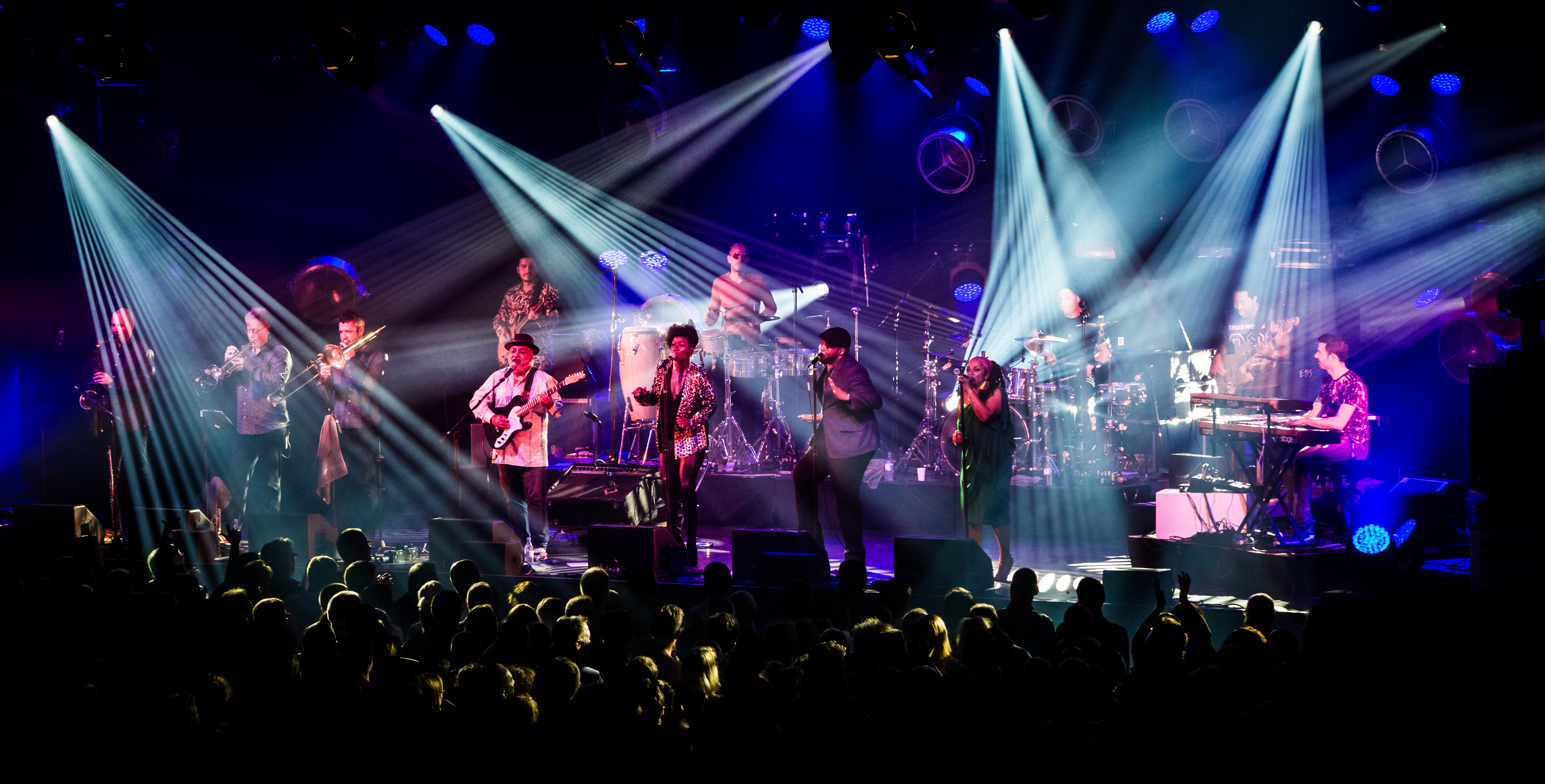
Incognito live bei den Leverkusener Jazztagen 2016

Studioalben

| Jahr | Titel Musiklabel Katalog-Nr.                     | Höchstplatzierung, Gesamtwochen, AuszeichnungChartplatzierungen (Jahr, Titel, Musiklabel Katalog-Nr., Platzierungen, Wochen, Auszeichnungen, Anmerkungen) | Höchstplatzierung, Gesamtwochen, AuszeichnungChartplatzierungen (Jahr, Titel, Musiklabel Katalog-Nr., Platzierungen, Wochen, Auszeichnungen, Anmerkungen) | Höchstplatzierung, Gesamtwochen, AuszeichnungChartplatzierungen (Jahr, Titel, Musiklabel Katalog-Nr., Platzierungen, Wochen, Auszeichnungen, Anmerkungen) | Höchstplatzierung, Gesamtwochen, AuszeichnungChartplatzierungen (Jahr, Titel, Musiklabel Katalog-Nr., Platzierungen, Wochen, Auszeichnungen, Anmerkungen) | Höchstplatzierung, Gesamtwochen, AuszeichnungChartplatzierungen (Jahr, Titel, Musiklabel Katalog-Nr., Platzierungen, Wochen, Auszeichnungen, Anmerkungen) | Höchstplatzierung, Gesamtwochen, AuszeichnungChartplatzierungen (Jahr, Titel, Musiklabel Katalog-Nr., Platzierungen, Wochen, Auszeichnungen, Anmerkungen) | Anmerkungen |
| Jahr | Titel Musiklabel Katalog-Nr.                     | DE | AT | CH | UK | US | R&B | Anmerkungen |
| ---- | ------------------------------------------------ | --- | --- | --- | --- | --- | --- | --- |
| 1981 | Jazz Funk Ensign 504                             | — | — | — | UK28 (8 Wo.)UK | — | — | Erstveröffentlichung: April 1981 Produzenten: Jean-Paul Maunick, Paul „Tubbs“ Williams                                                 |
| 1991 | Inside Life Talkin’ Loud 848 546                 | — | — | — | UK44 (2 Wo.)UK | — | — | Erstveröffentlichung: Juli 1991 Produzent: Jean-Paul Maunick                                                                           |
| 1992 | Tribes Vibes and Scribes Talkin’ Loud 512 363    | DE98 Gold (German Jazz Award) · (1 Wo.)DE | AT37 (3 Wo.)AT | CH20 (12 Wo.)CH | UK41 (2 Wo.)UK | — | R&B74 (12 Wo.)R&B | Erstveröffentlichung: Juni 1992 Produzent: Jean-Paul Maunick                                                                           |
| 1993 | Positivity Talkin’ Loud 512 260                  | DE— Gold (German Jazz Award)DE | — | CH37 (3 Wo.)CH | UK55 (2 Wo.)UK | — | R&B54 (47 Wo.)R&B | Erstveröffentlichung: Oktober 1993 Produzent: Jean-Paul Maunick                                                                        |
| 1995 | 100° and Rising Talkin’ Loud 528 000             | DE64 (9 Wo.)DE | AT35 (1 Wo.)AT | CH9 (12 Wo.)CH | UK11 (10 Wo.)UK | US149 (6 Wo.)US | R&B29 (20 Wo.)R&B | Erstveröffentlichung: Juni 1995 Produzent: Jean-Paul Maunick                                                                           |
| 1996 | Beneath the Surface Talkin’ Loud 534 071         | — | — | CH41 (3 Wo.)CH | — | — | — | Erstveröffentlichung: Oktober 1996 Produzent: Jean-Paul Maunick                                                                        |
| 1999 | No Time Like the Future Talkin’ Loud 538 947     | — | — | CH47 (2 Wo.)CH | UK82 (1 Wo.)UK | — | — | Erstveröffentlichung: April 1999 Produzent: Simon Cotsworth                                                                            |
| 2001 | Life, Stranger Than Fiction Talkin’ Loud 586 085 | — | — | CH76 (6 Wo.)CH | — | — | — | Erstveröffentlichung: Juni 2001 Produzenten: Jean-Paul Maunick, Simon Cotsworth                                                        |
| 2003 | Who Needs Love Dome 39                           | — | — | — | — | — | R&B74 (3 Wo.)R&B | Erstveröffentlichung: 2002 Produzenten: Jean-Paul Maunick, Simon Cotsworth                                                             |
| 2004 | Adventures in Black Sunshine Dome 52             | DE97 (1 Wo.)DE | — | — | — | — | R&B47 (8 Wo.)R&B | Erstveröffentlichung: Juli 2004 Produzenten: Jean-Paul Maunick, Simon Cotsworth                                                        |
| 2006 | Eleven Dome 62                                   | — | — | — | — | — | R&B52 (1 Wo.)R&B | Erstveröffentlichung: 2005 Produzenten: Jean-Paul Maunick, Simon Cotsworth                                                             |
| 2008 | Tales from the Beach Dome 93                     | — | — | — | — | — | R&B26 (10 Wo.)R&B | Erstveröffentlichung: 5. Mai 2008 Produzenten: Jean-Paul Maunick, Francis Hylton, Matt Cooper, Richard Bull, Simon Grey, Ski Oakenfull |
| 2010 | Transatlantic R. P. M. Dome 306                  | — | — | — | — | — | R&B50 (5 Wo.)R&B | Erstveröffentlichung: Juli 2010 Produzenten: Jean-Paul Maunick, Francis Hylton                                                         |
| 2012 | Surreal Dome 314                                 | — | — | — | — | — | R&B57 (2 Wo.)R&B | Erstveröffentlichung: März 2012 Produzenten: Jean-Paul Maunick, Francis Hylton, Matt Cooper, Mo Brandis, Richard Bull                  |
| 2014 | Amplified Soul Ear Music 0209349                 | — | — | — | UK96 (1 Wo.)UK | — | R&B31 (2 Wo.)R&B | Erstveröffentlichung: Mai 2014 Produzenten: Jean-Paul Maunick, Ski Oakenfull, Matt Cooper, Richard Bull, Deborah Bond                  |
| 2016 | In Search of Better Days Ear Music 0211116       | — | — | CH60 (1 Wo.)CH | — | — | R&B40 (1 Wo.)R&B | Erstveröffentlichung: 24. Juni 2016 Produzenten: Jean-Paul Maunick, Stuart Zender, Ski Oakenfull, Matt Cooper, Richard Bull            |
| 2019 | Tomorrow’s New Dream Ear Music 2613495           | — | — | — | — | — | — | Erstveröffentlichung: 8. November 2019                                                                                                 |

grau schraffiert: keine Chartdaten aus diesem Jahr verfügbar
Weitere Studioalben
- 2006: Bees + Things + Flowers (Dome 74)